# Клайнлангенфельд
Клайнлангенфельд (нем. Kleinlangenfeld) — община в Германии, в земле Рейнланд-Пфальц. 
Входит в состав района Айфель-Битбург-Прюм. Подчиняется управлению Прюм.  Население составляет 152 человека (на 31 декабря 2010 года). Занимает площадь 7,82 км².